# Castillejo de Martín Viejo
Castillejo de Martín Viejo és un municipi de la província de Salamanca a la comunitat autònoma de Castella i Lleó. Limita al Nord amb La Granja (Bañobárez), a l'Est amb Gordolobal (Retortillo) i Sancti-Spíritus, al Sud amb Ciudad Rodrigo i Saelices el Chico, a l'Oest amb Villar de Argañán i Villar de la Yegua i al Nord-oest amb San Felices de los Gallegos.

## Demografia
| 1991 | 1996 | 2001 | 2004 |
| ---- | ---- | ---- | ---- |
| 351  | 356  | 311  | 316  |